# Traboch
Traboch – gmina w Austrii, w kraju związkowym Styria, w powiecie Leoben. Według Austriackiego Urzędu Statystycznego liczyła 1384 mieszkańców (1 stycznia 2015).